# Чоранка (Бузау)
Чоранка (рум. Cioranca) насеље је у Румунији у округу Бузау у општини Мовила Банулуј. Oпштина се налази на надморској висини од 75 m.

## Становништво
Према подацима из 2002. године у насељу је живело 281 становника, од којих су сви румунске националности.